# Enrico di Blois
Enrico di Blois o di Winchester (in francese Henri de Blois, in inglese Henry of Blois o anche Henry of Winchester) (Blois, 1100 – Winchester, 8 agosto 1171) fu monaco cluniacense, poi abate dell'abbazia di Glastonbury, dal 1126, e infine vescovo di Winchester dal 1129 alla sua morte. Fu anche legato papale per l'Inghilterra dal 1139 al 1143.
Nel periodo iniziale dell'Anarchia (o guerra civile) inglese, il suo potere fu talmente grande che Enrico fu definito anche «a king without a throne» ("un re senza trono") o «the power behind the throne» ("il potere dietro al trono").

## Origine
Era il figlio maschio quintogenito del conte di Blois, Châteaudun, Chartres e Meaux, oltre che signore di Sancerre, Stefano II di Blois, e di Adele d'Inghilterra, figlia del duca di Normandia e re d'Inghilterra, Guglielmo il Conquistatore e di Matilde delle Fiandre (1032 - 1083). Suo fratello Tebaldo IV il Grande, riunificò la contea di Blois con la contea di Champagne, mentre l'altro fratello, Stefano fu re d'Inghilterra dal 1135 al 1154.

## Biografia

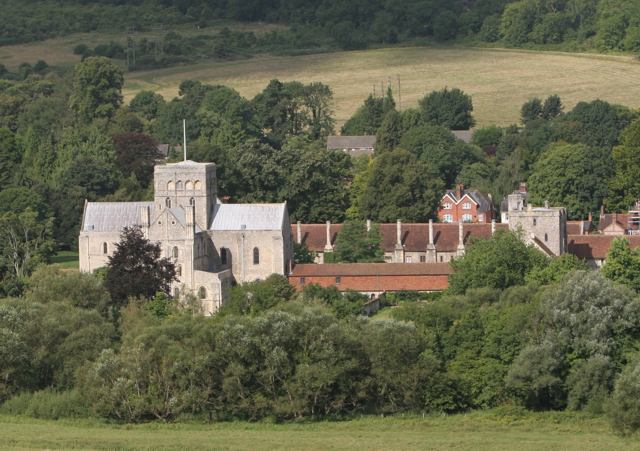
L'ospedale della Santa Croce a St. Catherine's Hill, Hampshire, fondato, nel 1130, dal vescovo Enrico

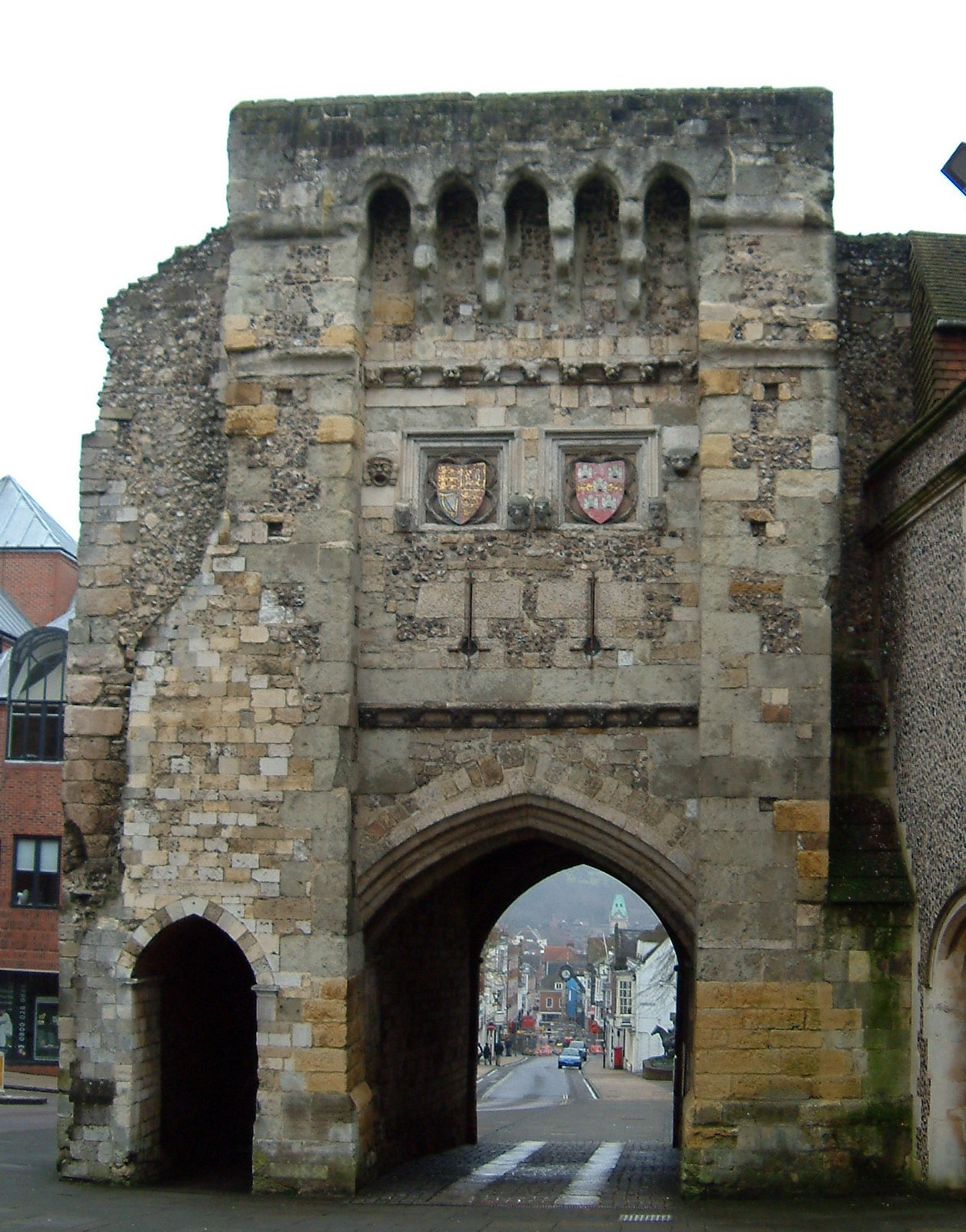
Porta ovest della città di Winchester

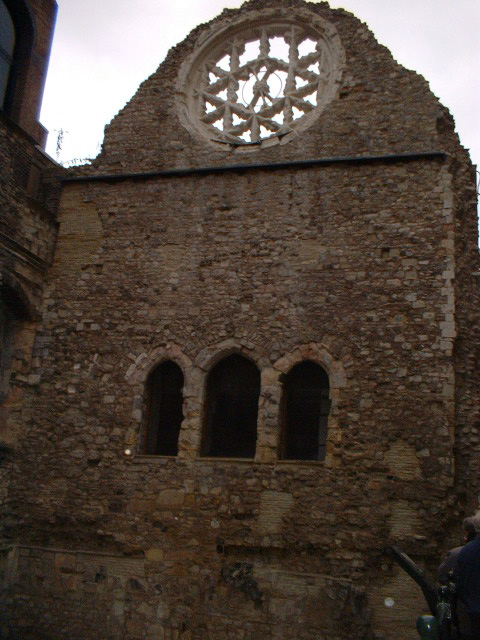
Palazzo residenziale di Enrico, vescovo di Winchester, a Londra situato sulla riva sud del Tamigi, a Southwark

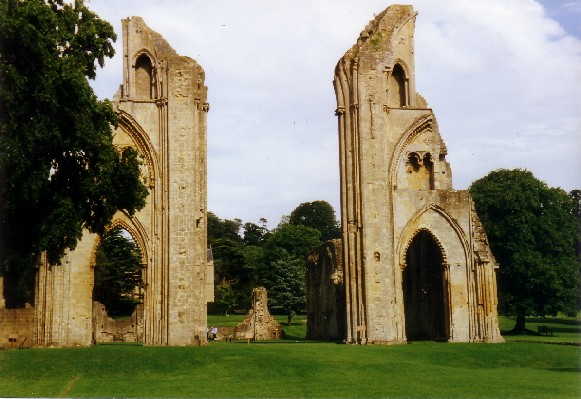
Resti dell'abbazia di Glastonbury

Rimasto presto orfano di padre, morto in Terra santa, nella seconda Battaglia di Ramla, nel 1102, mentre il fratello maggiore Teobaldo ereditò i possedimenti del padre, Enrico fu avviato alla vita religiosa nell'Abbazia di Cluny, dove, prendendo i voti, divenne monaco. Lo zio, il re d'Inghilterra, Enrico I Beauclerc, lo invio prima nel Somerset poi, nel 1126, lo nominò abate dell'abbazia di Glastonbury e infine, il 17 novembre 1129, lo fece consacrare vescovo di Winchester, pur rimanendo abate di Glastonbury, e quando il 1º marzo 1139, fu nominato legato papale, divenne il più importante membro della chiesa inglese e lo rimase per molti anni, nel periodo di guerre e contese, conosciuto come l'“Anarchia (o guerra civile) inglese”, fino a che suo fratello, Stefano di Blois fu re d'Inghilterra.
Comunque come Abate di Glastonbury, Enrico rimase in contatto con Pietro il Venerabile di Cluny interessandosi alle controversie del continente, in special modo alla persecuzione di Abelardo e alla traduzione del Corano che Pietro stava facendo dall'arabo al latino.
Quando, nel 1135, suo fratello Stefano, dopo la morte di Enrico I fu accolto entusiasticamente a Londra e fu invitato a recarsi a Winchester, per assicurarsi il tesoro reale, di fronte alle difficoltà che venivano poste dai baroni dello scacchiere, l'intervento del fratello minore, Enrico, vescovo di Winchester, fu determinante nel convincere i baroni ad appoggiare Stefano, che fu incoronato re.
La loro cugina, la figlia di Enrico I ed erede al trono, Matilde, in quel momento in Normandia ed incinta del terzo figlio, non poté recarsi subito in Inghilterra, ma si oppose all'incoronazione di Stefano, adducendo il giuramento fatto prestare dal padre. Tentò di fare ricorso al papa Innocenzo II per il giuramento violato, inviando un suo vescovo a Roma; ma dopo circa due anni il papa, influenzato da Enrico, potente arcivescovo di Winchester, fratello di Stefano, ritenne il giuramento fatto nullo perché appunto viziato dalla clausola del matrimonio celebrato senza il consenso della nobiltà inglese.
Ma quando Stefano, all'inizio dell'estate del 1139, fece imprigionare il vescovo Roger di Salisbury, perché non aveva riconsegnato al re il suo castello, perse l'appoggio della chiesa, mettendo in imbarazzo Enrico che, legato papale, dovette intervenire a denunciare apertamente l'operato del fratello; poi quando, poco dopo, Stefano peggiorò la situazione, appropriandosi, alla morte di Ruggero, di tutti i beni del vescovo, Enrico dovette nuovamente riprendere il fratello. Fu proprio allora che Matilde sbarcò in Inghilterra col fratellastro, Roberto di Gloucester e 140 cavalieri, dando il segnale per una sollevazione di alcuni baroni scontenti della debolezza di Stefano.
Nel 1141, nella battaglia di Lincoln, l'esercito di Stefano fu sconfitto e il re stesso venne catturato; fu tenuto incarcerato nel castello di Bristol, dove promise di riconoscere la cugina come regina e di andare in esilio nei propri possedimenti francesi. Enrico di Blois andò incontro a Matilde che avanzava su Winchester, e la riconobbe come "Lady of the English" (o "Signora degli Inglesi"), in cambio della completa libertà negli affari di religione. Winchester si arrese e Matilde, con l'appoggio di Enrico, fu riconosciuta regina di Inghilterra da un concilio tenutosi nella cattedrale di Winchester.
Finalmente Matilde poté entrare a Londra per l'incoronazione nell'abbazia di Westminster; ma prima dell'incoronazione sembra che Matilde respingesse le richieste di una delegazione del Comune di Londra per la conferma dei privilegi della città, trattando in modo sprezzante i suoi rappresentanti. Il popolo di Londra di fronte alla nuova tassazione entrò in subbuglio e dato che la moglie di Stefano, la regina Matilde, stava giungendo a Londra alla guida di un esercito, scoppiò una furiosa rivolta del popolo londinese e Matilde dovette fuggire.
Enrico di Blois allora riconobbe come re suo fratello ritirando l'appoggio dato a Matilde che attaccò Winchester, assediandola; ma l'esercito della regina, Matilde di Boulogne arrivò in soccorso della città e poco dopo Roberto di Gloucester fu preso prigioniero e in cambio della sua liberazione, Matilde fu costretta a liberare Stefano: questi tornò a Londra e il giorno di Natale 1141, fu nuovamente incoronato re nella cattedrale di Canterbury.
Nel 1143, dopo la morte di papa Innocenzo II, Enrico perse la funzione di legato papale per l'Inghilterra, che lo privò di parte del suo potere; Enrico effettuò poi un viaggio a Roma, dove riuscì ad assicurare diversi favori per l'abbazia di Glastonbury.
Enrico si interessò anche alla pubblicazione e alla distribuzione dei libri, tra cui la Bibbia di Winchester, all'epoca, la più ricca di illustrazioni e una Bibbia nota come Blois Psalter, conservata al British Museum e considerata un tesoro (British National Treasure).
Enrico scrisse o sponsorizzò la scrittura di diversi altri libri tra cui Antiquities of Glastonbury, di Guglielmo di Malmesbury, suo amico personale.
Con soddisfazione generale, nel 1153, Enrico di Blois fu tra i protagonisti delle trattative che portarono alla fine della guerra civile. Suo fratello Stefano riconobbe come proprio successore Enrico Plantageneto, il figlio di Matilde. La ratifica solenne del trattato fu tenuta a Winchester.
Stefano morì il 25 ottobre del 1154, a Dover e come concordato, gli successe sul trono di Inghilterra Enrico II d'Inghilterra, iniziatore della dinastia dei Plantageneti.
Enrico di Blois cadde subito in disgrazia; Enrico II, nel 1155, gli confiscò tutti i suoi castelli e palazzi, per cui Enrico di Blois decise di ritirarsi nell'abbazia di Cluny, che, a quei tempi, era in difficoltà. Ne approfittò per aiutare l'abbazia coi beni che ancora gli erano rimasti; nel Natale del 1156 morì Pietro il Venerabile .
Dopo circa tre anni, Enrico tornò in Inghilterra, nella sua diocesi, e nel 1162, presiedette all'elezione e all'ordinazione ad arcivescovo di Canterbury di Tommaso Becket, con cui, anche se non condivise certi estremismi, mantenne un buon rapporto, anche durante l'esilio di Tommaso; anzi durante l'esilio e anche dopo l'assassinio di Tommaso Becket, Enrico ne sostenne la famiglia.
Pare inoltre che Enrico partecipasse alla veglia funebre di Tommaso, nel palazzo di Wolvesey, guadagnandosi il risentimento del re Enrico II.
Enrico morì l'8 agosto 1171 a Winchester e fu tumulato nella cripta della cattedrale. Altre fonti invece sostengono che Enrico fu tumulato a Cluny.
Nelle sue Antiquities, Guglielmo di Malmesbury che conobbe assai bene Enrico di Blois, lo descrisse nel seguente modo "Tuttavia, nonostante la sua nobile nascita egli arrossiva quando veniva lodato."

## Genealogia episcopale e successione apostolica
La genealogia episcopale è:
- Arcivescovo Robert di Jumièges
- Vescovo Guglielmo il Normanno
- Arcivescovo Lanfranco di Canterbury
- Arcivescovo Tommaso di York
- Arcivescovo Anselmo d'Aosta
- Vescovo Richard de Belmeis
- Arcivescovo William de Corbeil
- Vescovo Enrico di Blois

La successione apostolica è:
- Vescovo Roberto di Bath (1136)
- Vescovo Guglielmo di Santa Barbara (1143)
- Arcivescovo Guglielmo di York (1143)
- Arcivescovo Tommaso Becket (1162)

## Ascendenza
|                            |                        |                          | Genitori                |  |  | Nonni |  |  | Bisnonni           |  |  | Trisnonni         |  |
|                            |                        |                          |                         |  |  |       |  |  | Oddone II di Blois |  |  | Oddone I di Blois |  |
|                            |                        |                          |                         |  |  |       |  |  | Oddone II di Blois |  |  | Oddone I di Blois |  |
|                            |                        | Berta di Borgogna        |                         |  |  |       |  |  | Oddone II di Blois |  |  |                   |  |
| Tebaldo III di Blois       |                        |                          |                         |  |  |       |  |  | Oddone II di Blois |  |  |                   |  |
|                            |                        | Ermengarda d'Alvernia    | Guglielmo IV d'Alvernia |  |  |       |  |  |                    |  |  |                   |  |
|                            |                        | Ermengarda d'Alvernia    | Guglielmo IV d'Alvernia |  |  |       |  |  |                    |  |  |                   |  |
|                            |                        | Ermengarda d'Alvernia    | Umberga                 |  |  |       |  |  |                    |  |  |                   |  |
| Stefano II di Blois        |                        | Ermengarda d'Alvernia    |                         |  |  |       |  |  |                    |  |  |                   |  |
|                            |                        | Eriberto I del Maine     | Ugo III del Maine       |  |  |       |  |  |                    |  |  |                   |  |
|                            |                        | Eriberto I del Maine     | Ugo III del Maine       |  |  |       |  |  |                    |  |  |                   |  |
|                            |                        | Eriberto I del Maine     | …                       |  |  |       |  |  |                    |  |  |                   |  |
| Gersenda del Maine         |                        | Eriberto I del Maine     |                         |  |  |       |  |  |                    |  |  |                   |  |
|                            |                        | …                        | …                       |  |  |       |  |  |                    |  |  |                   |  |
|                            |                        | …                        | …                       |  |  |       |  |  |                    |  |  |                   |  |
|                            |                        | …                        | …                       |  |  |       |  |  |                    |  |  |                   |  |
| Enrico di Blois            |                        | …                        |                         |  |  |       |  |  |                    |  |  |                   |  |
|                            | Roberto I di Normandia | Riccardo II di Normandia |                         |  |  |       |  |  |                    |  |  |                   |  |
|                            | Roberto I di Normandia | Riccardo II di Normandia |                         |  |  |       |  |  |                    |  |  |                   |  |
|                            | Roberto I di Normandia | Giuditta di Bretagna     |                         |  |  |       |  |  |                    |  |  |                   |  |
| Guglielmo il Conquistatore | Roberto I di Normandia |                          |                         |  |  |       |  |  |                    |  |  |                   |  |
|                            |                        | Herleva                  | Fulberto o Herberto     |  |  |       |  |  |                    |  |  |                   |  |
|                            |                        | Herleva                  | Fulberto o Herberto     |  |  |       |  |  |                    |  |  |                   |  |
|                            |                        | Herleva                  | Duda o Duwa             |  |  |       |  |  |                    |  |  |                   |  |
| Adele d'Inghilterra        |                        | Herleva                  |                         |  |  |       |  |  |                    |  |  |                   |  |
|                            |                        | Baldovino V di Fiandra   | Baldovino IV di Fiandra |  |  |       |  |  |                    |  |  |                   |  |
|                            |                        | Baldovino V di Fiandra   | Baldovino IV di Fiandra |  |  |       |  |  |                    |  |  |                   |  |
|                            |                        | Baldovino V di Fiandra   | Ogiva di Lussemburgo    |  |  |       |  |  |                    |  |  |                   |  |
| Matilde di Fiandra         |                        | Baldovino V di Fiandra   |                         |  |  |       |  |  |                    |  |  |                   |  |
|                            |                        | Adele di Francia         | Roberto II di Francia   |  |  |       |  |  |                    |  |  |                   |  |
|                            |                        | Adele di Francia         | Roberto II di Francia   |  |  |       |  |  |                    |  |  |                   |  |
|                            |                        | Adele di Francia         | Costanza d'Arles        |  |  |       |  |  |                    |  |  |                   |  |
|                            |                        | Adele di Francia         |                         |  |  |       |  |  |                    |  |  |                   |  |